# Director of the Bureau of Engraving and Printing

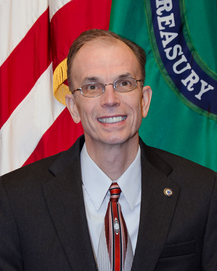
Leonard R. Olijar, derzeitiger Direktor

Der Director of the Bureau of Engraving and Printing ist der Behördenleiter des 1862 gegründeten Bureau of Engraving and Printing des Finanzministeriums der Vereinigten Staaten. Bis in die 1890er lautete ihr Titel Chief. Zunächst stammten einige der Direktoren aus der Politik (Spoils System), später aus dem Beamtentum, oft aus dem Bureau selber.

## Liste der Direktoren
| Amtszeit  | Name                | Bemerkungen                                      |
| --------- | ------------------- | ------------------------------------------------ |
| 1862–1868 | Spencer M. Clark    | 1868 zurückgetreten                              |
| 1868–1876 | George B. McCartee  | Bis 1869 geschäftsführend                        |
| 1876–1877 | Henry C. Jewell     |                                                  |
| 1877–1878 | Edward McPherson    |                                                  |
| 1878–1883 | Orsamus H. Irish    | Im Amt plötzlich verstorben                      |
| 1883–1885 | Truman N. Burrill   |                                                  |
| 1885–1889 | Edward O. Graves    |                                                  |
| 1889–1893 | William M. Meredith |                                                  |
| 1893–1900 | Claude M. Johnson   |                                                  |
| 1900–1906 | William M. Meredith |                                                  |
| 1906–1908 | Thomas J. Sullivan  | Im Amt plötzlich verstorben                      |
| 1908–1917 | Joseph E. Ralph     |                                                  |
| 1917–1922 | James L. Wilmeth    |                                                  |
| 1922–1924 | Louis A. Hill       |                                                  |
| 1924      | Wallace W. Kirby    | Durfte als Militär nur halbes Jahr Direktor sein |
| 1924–1954 | Alvin W. Hall       | Längste Amtszeit                                 |
| 1954–1967 | Henry J. Holtzclaw  |                                                  |
| 1967–1977 | James A. Conlon     |                                                  |
| 1977–1979 | Seymour Berry       |                                                  |
| 1979–1982 | Harry R. Clements   |                                                  |
| 1983–1988 | Robert J. Leuver    |                                                  |
| 1988–1995 | Peter H. Daly       |                                                  |
| 1995–1997 | Larry E. Rolufs     |                                                  |
| 1998–2006 | Thomas A. Ferguson  |                                                  |
| 2006–2015 | Larry R. Felix      |                                                  |
| 2015–     | Leonard R. Olijar   |                                                  |